# Мартинес (Калифорния)
Марти́нес (англ. Martinez) — город в штате Калифорния, расположен на южной стороне пролива Каркинес, севернее города Конкорд.
Соединён с городом Бениша двумя автомобильными и одним железнодорожным мостами. Город раскинулся на холмистой живописной равнине и примечателен тем, что вокруг него находится три нефтеперерабатывающих завода, а на фарватере реки Сакраменто базируются военные корабли США.
По данным Бюро переписи населения США, город имеет общую площадь 34 км², из которых 31 км² — земля и 2,6 км² (7,64 %) — вода.

## Климат
Климат средиземноморский. Лето тёплое и сухое, во время морских бризов бывают утренние туманы. Зима прохладная с редкими заморозками.
| Показатель                             | Янв. | Фев. | Март | Апр. | Май  | Июнь | Июль | Авг. | Сен. | Окт. | Нояб. | Дек. | Год   |
| -------------------------------------- | ---- | ---- | ---- | ---- | ---- | ---- | ---- | ---- | ---- | ---- | ----- | ---- | ----- |
| Средний суточный максимум, °C          | 12   | 16   | 18   | 22   | 26   | 29   | 31   | 31   | 28   | 24   | 17    | 13   | 22    |
| Средний суточный минимум, °C           | 4    | 6    | 7    | 8    | 10   | 12   | 13   | 13   | 12   | 9    | 6     | 4    | 9     |
| Норма осадков, мм                      | 108  | 96,8 | 82,3 | 26,4 | 11,7 | 3    | 0,5  | 2    | 6,1  | 23,9 | 66,3  | 70,9 | 521,5 |
| Источник: Average weather for Martinez |      |      |      |      |      |      |      |      |      |      |       |      |       |

## Демография
По данным переписи населения 2010 года в Мартинесе проживало 35 824 человек. Средняя плотность населения составляла около 1053,1 человек на один квадратный километр. Расовый состав Мартинеса по данным переписи распределился следующим образом: 77,1 % белых, 3,6 % — чёрных или афроамериканцев, 0,7 % — коренных американцев, 8,0 % — азиатов, 0,3 % — выходцев с тихоокеанских островов, 6,3 % — представителей смешанных рас, 4,0 % — других народностей. Испаноговорящие составили 14,7 % от всех жителей города.
Из 14 287 семей в 29,9 % — воспитывали детей в возрасте до 18 лет, 47,5 % представляли собой совместно проживающие супружеские пары, в 12,3 % семей женщины проживали без мужей, 4,5 % не имели семей. 6,5 % от общего числа семей на момент переписи жили самостоятельно, при этом 1,0 % составили одинокие пожилые люди в возрасте 65 лет и старше. Средний размер домашнего хозяйства составил 2,42 человек, а средний размер семьи — 2,95 человек.
Население города по возрастному диапазону по данным переписи распределилось следующим образом: 20,5 % — жители младше 18 лет, 7,9 % — между 18 и 24 годами, 25,7 % — от 25 до 44 лет, 33,8 % — от 45 до 64 лет и 12,1 % — в возрасте 65 лет и старше. Средний возраст жителей составил 42,2 лет. На каждые 100 женщин в Мартинесе приходилось 96,9 мужчин, при этом на каждые сто женщин 18 лет и старше приходилось 94,8 мужчин также старше 18 лет.
Средний доход на одно домашнее хозяйство по данным переписи 2000 года в городе составил 63 010 долларов США, а средний доход на одну семью — 77 411 долларов. При этом мужчины имели средний доход в 52 135 долларов США в год против 40 714 долларов среднегодового дохода у женщин. Доход на душу населения в городе составил 29 701 доллара в год. 3,2 % от всего числа семей в городе и 5,2 % от всей численности населения находилось на момент переписи населения за чертой бедности, при этом 3,9 % из них были моложе 18 лет и 4,8 % — в возрасте 65 лет и старше.

## Фотогалерея

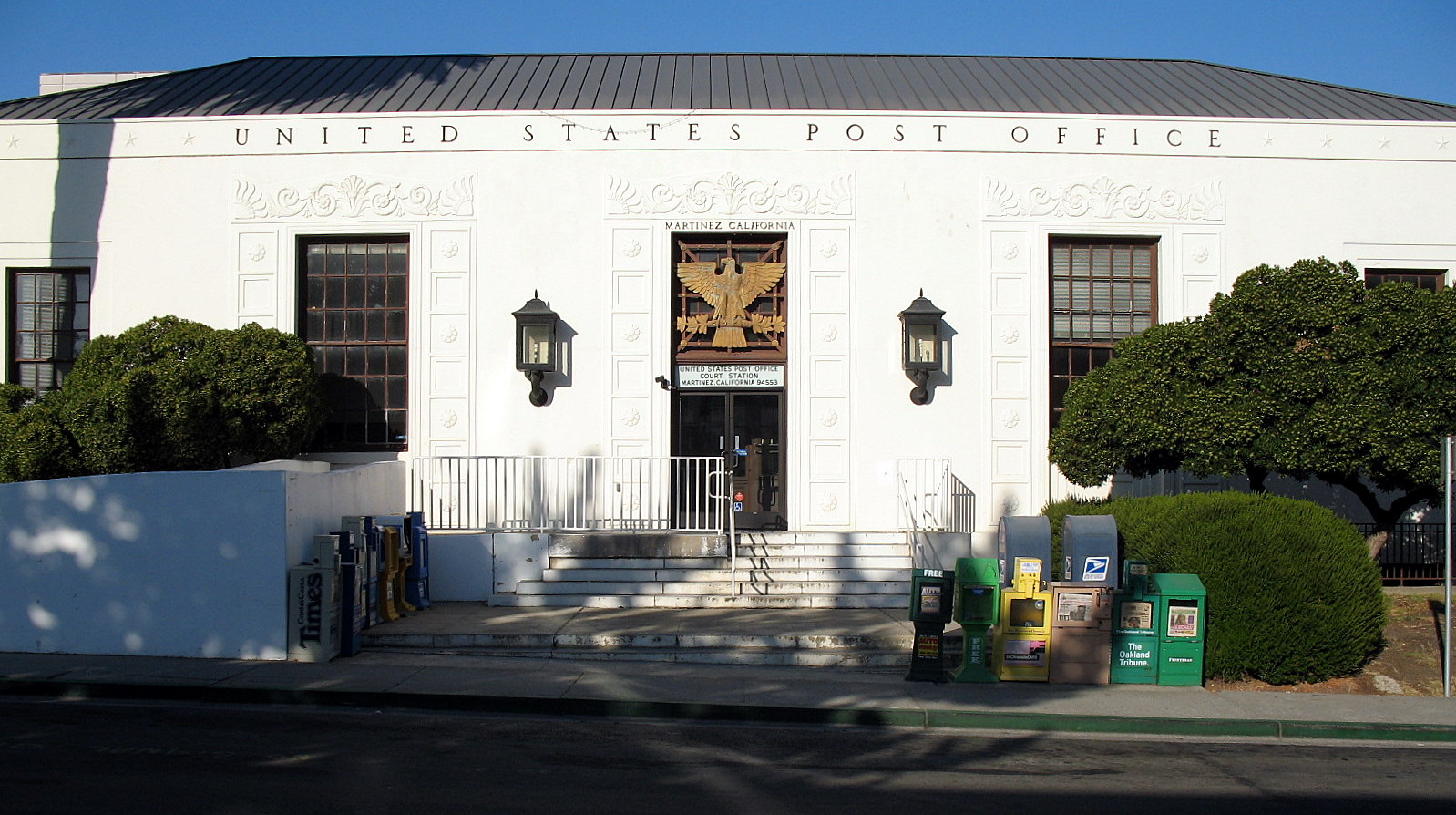
Почта
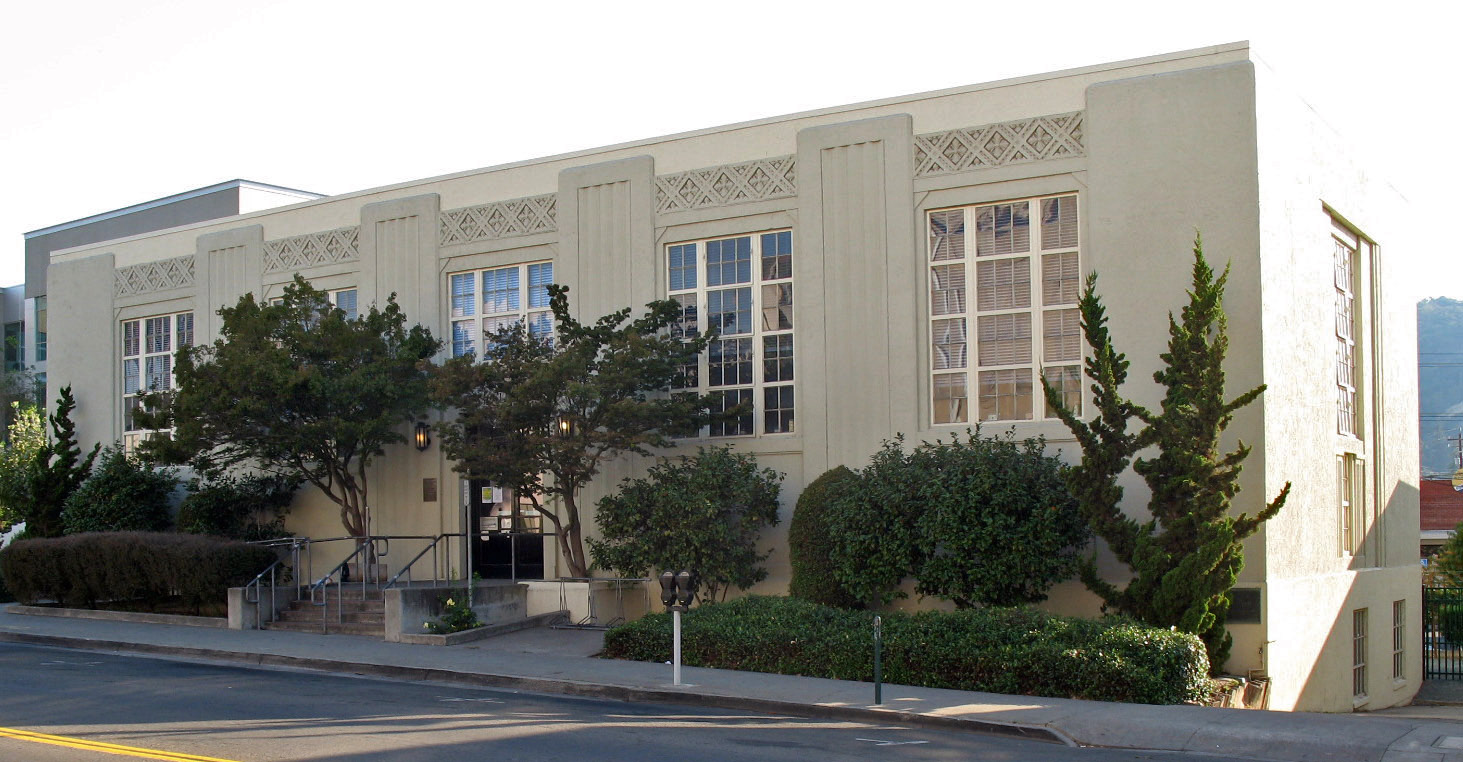
Библиотека
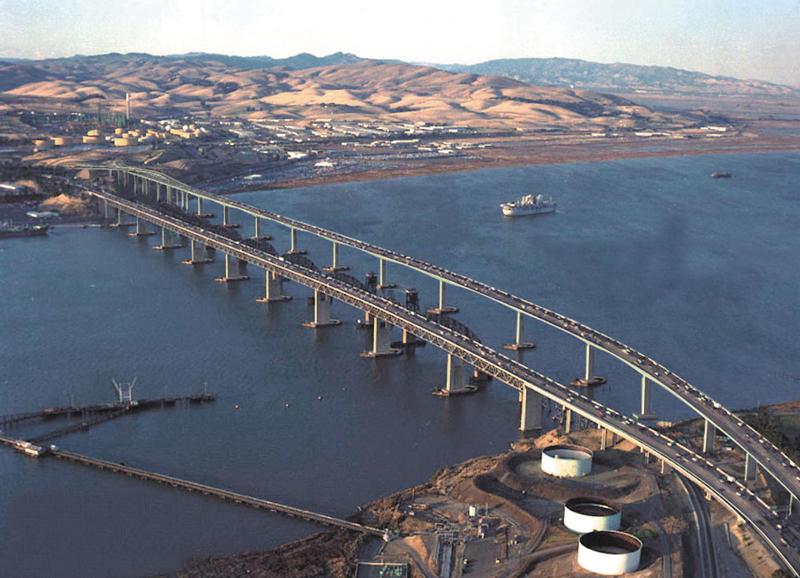
Мост Бениша — Мартинес